# Тріада (філософія)
Тріа́да (грец. Τριάδος — троїстість) —  філософський термін, яким позначають ідею про троїстість розвитку мислення (буття).
Поняття «тріада» вперше вжив Платон. Термін використовували і  неоплатоніки, але особливість ідеї найбільш повно розкрито в філософії  Гегеля. Він вважав, що розвиток відбувається в три етапи.
- Теза — вихідний момент.
- Антитеза — заперечення тези, і перетворення її на свою протилежність.
- Синтез — в свою чергу заперечує антитезу, будучи вихідним моментом подальшого розвитку мислення. Об'єднує в собі характеристики двох попередніх ступенів і відображає їх на більш високому рівні.

Діалектичний матеріалізм використовував зміст тріади для характеристики процесу розвитку, існувало вчення про діалектичні заперечення (закон заперечення заперечення).